# Oberamt Gochsheim
Das Oberamt Gochsheim im Großherzogtum Baden war ein Amt von 1806 bis 1813.

## Geschichte
Das Oberamt mit Sitz in Gochsheim gehörte innerhalb der hierarchischen Gliederung der badischen Verwaltung ab 1806 zur Provinz des Unterrheins oder der badischen Pfalzgrafschaft mit Sitz in Mannheim. Es hieß in dieser Zeit Landesherrliches Oberamt Gochsheim. Ab 1809 gehörte es unter der Bezeichnung Landesherrliches Amt Gochsheim zum Pfinz- und Enzkreis mit Sitz in Durlach.
Bei seiner Errichtung wurden ihm provisorisch die im Tausch- und Epurationsvertrag an Baden gefallenen Orte Gochsheim, Bahnbrücken, Oberacker und Unteröwisheim zugeteilt. 1807 wurde der Umfang des Amtes deutlich erweitert, nun kamen noch Münzesheim, Oberöwisheim, Neuenbürg, und Waldangelloch sowie vom Amt Odenheim Odenheim, Tiefenbach, Rohrbach, und Eichelberg, außerdem die grundherrschaftlichen Orte Gondelsheim, Menzingen, Flehingen, Sickingen, Sulzfeld, Ravensburg, Adelshofen, Dammhof, Ittlingen und Bockschaft hinzu. Im selben Jahr ging Unteröwisheim zum Amt Bruchsal.
Im Jahr 1809 wurden die grundherrschaftlichen Orte in ganz Baden der Zuständigkeit der Ämter entzogen und der darüberliegenden Verwaltungsebene direkt unterstellt. Das Zweite Landamt Bruchsal erhielt 1810 Neuenbürg und Oberöwisheim, das im Entstehen begriffene Amt Eppingen Landshausen, Rohrbach, Tiefenbach und Eichelberg zugesprochen.
Im Jahr 1813 wurde das Amt Gochsheim aufgelöst, die verbliebenen Orte wie folgt verteilt:
- Odenheim zum Zweiten Landamt Bruchsal
- Waldangelloch zum Bezirksamt Sinsheim
- Gochsheim, Bahnbrücken und Oberacker zum Bezirksamt Bretten.

Das Amt Eppingen hatte noch bis zum 6. Juni 1814 seinen Sitz in Gochsheim.

## Amtmänner
- 1806 Freiherr Friedrich Wilhelm Ernst von König (Oberamtsrat)
- 1810 Theodor Josef von Meßbach (Oberamtmann)
- 1813 Johann Peter Wilckens (Amtmann)